# 波爾克鎮區 (密蘇里州卡斯縣)
波爾克鎮區（英語：Polk Township）是位於美國密蘇里州卡斯縣的一個行政鎮區。

## 地方資料
波爾克鎮區的面積為143.20平方千米，當中陸地面積為141.82平方千米，而水域面積為1.38平方千米。根據2020年美國人口普查的數據，當地共有人口2084人，而人口密度為每平方千米14.55人。